# Arman Hovhannisyan
Arman Hovhannisyan (in armeno Արման Հովհաննիսյան?; Erevan, 7 luglio 1993) è un calciatore armeno, difensore del P'yownik.

## Carriera

### Club
Ha giocato nella massima serie armena, in quella ucraina e in quella kazaka.

### Nazionale
Ha giocato nelle nazionali giovanili armene Under-19 ed Under-21.
Nel 2019 ha esordito in nazionale maggiore.

## Statistiche

### Cronologia presenze e reti in nazionale
| Cronologia completa delle presenze e delle reti in nazionale ― Armenia | Cronologia completa delle presenze e delle reti in nazionale ― Armenia | Cronologia completa delle presenze e delle reti in nazionale ― Armenia | Cronologia completa delle presenze e delle reti in nazionale ― Armenia | Cronologia completa delle presenze e delle reti in nazionale ― Armenia | Cronologia completa delle presenze e delle reti in nazionale ― Armenia | Cronologia completa delle presenze e delle reti in nazionale ― Armenia | Cronologia completa delle presenze e delle reti in nazionale ― Armenia |
| Data                                                                   | Città                                                                  | In casa                                                                | Risultato                                                              | Ospiti                                                                 | Competizione                                                           | Reti                                                                   | Note                                                                   |
| ---------------------------------------------------------------------- | ---------------------------------------------------------------------- | ---------------------------------------------------------------------- | ---------------------------------------------------------------------- | ---------------------------------------------------------------------- | ---------------------------------------------------------------------- | ---------------------------------------------------------------------- | ---------------------------------------------------------------------- |
| 8-9-2019                                                               | Erevan                                                                 | Armenia                                                                | 4 – 2                                                                  | Bosnia ed Erzegovina                                                   | Qual. Euro 2020                                                        | -                                                                      | 83’                                                                    |
| 12-10-2019                                                             | Vaduz                                                                  | Liechtenstein                                                          | 1 – 1                                                                  | Armenia                                                                | Qual. Euro 2020                                                        | -                                                                      | 48’                                                                    |
| 15-10-2019                                                             | Turku                                                                  | Finlandia                                                              | 3 – 0                                                                  | Armenia                                                                | Qual. Euro 2020                                                        | -                                                                      |                                                                        |
| 8-9-2020                                                               | Erevan                                                                 | Armenia                                                                | 2 – 0                                                                  | Estonia                                                                | UEFA Nations League 2020-2021 - 1º turno                               | -                                                                      |                                                                        |
| 11-10-2020                                                             | Erevan                                                                 | Armenia                                                                | 2 – 2                                                                  | Georgia                                                                | UEFA Nations League 2020-2021 - 1º turno                               | -                                                                      |                                                                        |
| 14-10-2020                                                             | Tallinn                                                                | Estonia                                                                | 1 – 1                                                                  | Armenia                                                                | UEFA Nations League 2020-2021 - 1º turno                               | -                                                                      | 46’                                                                    |
| 15-11-2020                                                             | Tbilisi                                                                | Georgia                                                                | 1 – 2                                                                  | Armenia                                                                | UEFA Nations League 2020-2021 - 1º turno                               | -                                                                      | 69’                                                                    |
| 24-3-2022                                                              | Erevan                                                                 | Armenia                                                                | 1 – 0                                                                  | Montenegro                                                             | Amichevole                                                             | -                                                                      |                                                                        |
| 29-3-2022                                                              | Oslo                                                                   | Norvegia                                                               | 9 – 0                                                                  | Armenia                                                                | Amichevole                                                             | -                                                                      | 17’                                                                    |
| 4-6-2022                                                               | Erevan                                                                 | Armenia                                                                | 1 – 0                                                                  | Irlanda                                                                | UEFA Nations League 2022-2023 - 1º turno                               | -                                                                      | 61’                                                                    |
| 8-6-2022                                                               | Glasgow                                                                | Scozia                                                                 | 2 – 0                                                                  | Armenia                                                                | UEFA Nations League 2022-2023 - 1º turno                               | -                                                                      |                                                                        |
| 14-6-2022                                                              | Erevan                                                                 | Armenia                                                                | 1 – 4                                                                  | Scozia                                                                 | UEFA Nations League 2022-2023 - 1º turno                               | -                                                                      | 44’, 44’                                                               |
| Totale                                                                 |                                                                        | Presenze                                                               | 12                                                                     |                                                                        | Reti                                                                   | 1                                                                      |                                                                        |

## Palmarès

### Club

#### Competizioni nazionali
- Campionato armeno: 2

Ararat-Armenia: 2018-2019
P'yownik: 2023-2024
- Coppa d'Armenia: 3

Pyunik: 2012-2013, 2013-2014
Širak: 2016-2017